# Niles (Michigan)
Niles – miasto (city) w hrabstwach Berrien oraz (w niewielkiej części) Cass, w południowo-zachodniej części stanu Michigan, w Stanach Zjednoczonych, położone nad rzeką St. Joseph. W 2013 roku miasto liczyło 11 430 mieszkańców. 
Pierwsi osadnicy przybyli tutaj w 1828 roku. Oficjalne założenie wsi Niles, nazwanej na cześć wydawcy Hezekiaha Nilesa, nastąpiło w 1835 roku. W 1859 roku uzyskała ona prawa miejskie.